# Right at Your Door
Right at Your Door és una pel·lícula de thriller estatunidenca del 2006 sobre una parella i segueix els esdeveniments que els envolten quan diverses bombes brutes detonen a Los Àngels. Chris Gorak va escriure el guió i va dirigir la pel·lícula en els seus debuts com a guionista i director. Es va projectar per primera vegada al Festival de Cinema de Sundance el gener de 2006, on va guanyar el premi a l'Excel·lència en Cinematografia.

## Argument
Brad (Rory Cochrane), un músic sense feina, és a casa sol un matí mentre la seva dona, la Lexi (Mary McCormack), està a la feina. Sent a la ràdio que s'han detonat diverses bombes brutes sospitoses a través de Los Angeles, i veu una gran quantitat de fum pujant de la ciutat. Brad intenta posar-se en contacte amb la Lexi a través del seu telèfon mòbil, però només rep un senyal d'ocupació, i quan intenta sortir a buscar-la, descobreix que ara totes les carreteres tenen bloqueig policial, el que l'obliga a tornar a casa.
Un cop a casa, Brad veu l'Àlvaro (Tony Perez), a la casa. L'Àlvaro li pregunta a Brad si es pot quedar amb ell ja que no hi ha ningú a casa del veí on treballava. Per la ràdio, escolten que els supervivents de les explosions estan sent posats en quarantena a causa de les toxines mortals de les bombes, i que les autoritats aconsellen a la gent que tanqui les seves cases abans que les toxines els arribin. Brad i Alvaro procedeixen a tancar la casa amb cinta adhesiva i plàstic. A mesura que es fa cada cop més obvi que la Lexi podria no tornar a casa, agafa part de la roba de la Lexi i la deixa fora de la porta del darrere amb una mica de menjar i aigua.
La Lexi arriba a casa, coberta de pols per les explosions, la qual cosa fa que Brad es negui a deixar-la entrar. La Lexi perd la paciència i llança el seu mòbil a un dels vidres de la porta, trencant-lo. Brad i Alvaro segellen ràpidament el trencament i aconsegueixen calmar la Lexi, abans de segellar el dormitori principal de la resta de la casa perquè la Lexi hi pugui entrar. La Lexi rep una trucada de la seva mare, que s'adona que estava a prop de l'explosió i probablement està infectada, però la Lexi es nega a creure que hi hagi cap perill. Àlvaro decideix marxar de casa, dient que necessita estar amb la seva dona. Brad intenta convèncer-lo perquè es quedi, però l'Àlvaro se'n va de totes maneres i es veu que s'allunya lentament a través d'un xàfec de cendres tòxiques.
La Lexi sent un soroll al darrere i avisa en Brad. Apareix un home emmascarat, que es presenta com a Rick (Jon Huertas). Li diu a la Lexi que hi ha un vaixell a la costa que té material mèdic i està ajudant la gent. La Lexi i el Rick se'n van a buscar ajuda, i Brad escolta notícies a la ràdio que expliquen la soca viral desconeguda, dient que és un híbrid que ataca el sistema respiratori Aquella mateixa nit el caporal Marshall (Max Kasch) visita Brad. i els seus homes. Li fa a Brad diverses preguntes, com ara com s'ha tancat la seva casa, qui més hi ha estat actualment o fa poc i si hi ha hagut algun contacte entre ell i algú de fora. Brad esmenta el telèfon que la Lexi va llançar a la finestra de la porta i el caporal demana una mostra de la pols del telèfon. Li diu a Brad que aviat tornarà amb els resultats i que la seva dona en cap cas s'ha de deixar entrar a la casa.
La Lexi torna a casa l'endemà sense Rick, i veu una etiqueta vermella col·locada fora de la casa. Ella truca al seu germà, Jason, (Will McCormack) perquè pugui tenir algú amb qui parlar perquè la seva mare està frenètica per la preocupació. Les dues hores següents es passen amb Brad i Lexi als seus respectius costats de la porta, que parlen del que faran suposant que sobrevisquin. De sobte, apareixen soldats i agafen la Lexi i impedeixen que Brad surti. Un soldat aconsegueix calmar Brad i explica que s'ha descobert que el virus no prospera en llocs amb grans quantitats d'aire fresc, el que significa que el nombre de víctimes mortals per l'atac ha estat realment mínim.
Malauradament, com que la Lexi va introduir sense voler una petita quantitat del virus a la casa quan va trencar una finestra, el segellat de la casa de Brad ha creat l'entorn perfecte perquè prosperés, el que significa que ha estat exposat de manera letal. Els soldats es preparen per omplir la casa amb potents productes químics de fumigació per tal d'eliminar qualsevol rastre del virus; La Lexi protesta que Brad encara és dins, però li diuen que Brad aviat morirà, facin el que facin. Aleshores, la casa s'omple de productes químics, matant Brad. Més tard es veu a la Lexi asseguda en una ambulància, sent atesa per una infermera. La pel·lícula acaba amb la Lexi massa commocionada per dir res, i el seu mòbil sonant.

## Repartiment
- Mary McCormack — Lexi
- Rory Cochrane — Brad
- Will McCormack — Jason
- Jon Huertas — Rick
- Jenny O'Hara — La mare de la Lexi
- Scotty Noyd, Jr. – Timmy
- Max Kasch – Caporal Marshall
- Tony Perez – Alvaro
- Hector Luis Bustamante – Botiguer

## Recepció
Rotten Tomatoes, un agregador de ressenyes, informa que el 67% dels 55 crítics enquestats van donar a la pel·lícula una crítica positiva; la valoració mitjana és de 6,3/10. El consens diu: "Tot i que Right at Your Door es submergeix en el melodrama al final, és un escenari del dia del judici final tens, eficaç i estranyament plausible."